# Airco DH.14 Okapi
Die Airco DH.14 Okapi war ein einmotoriger zweisitziger Doppeldecker des britischen Flugzeugherstellers Aircraft Manufacturing Company (Airco).
Entwickelt wurde die DH.14 von Geoffrey de Havilland, dem damaligen Chefkonstrukteur. Die Maschine sollte die DH.4 und DH.9 in ihrer Rolle als Bomber bei der britischen Luftwaffe ablösen, erreichte jedoch nicht die Serienproduktion.

## Entwicklung
Die DH.14 – auch Okapi genannt – war eine leicht vergrößerte und mit einem Motor des Typs Rolls-Royce Condor versehene Variante der DH.9 und sollte diese, wie auch die DH.4, in deren Rolle als Bombenflugzeug ersetzen.
Die ersten beiden Exemplare entstanden gegen Ende des Ersten Weltkriegs, wurden jedoch zunächst nicht fertiggestellt, da die Royal Air Force mangels Bedarf wegen der Beendigung der Kriegshandlungen kein großes Interesse an diesem Flugzeug zeigte.
Das dritte Exemplar entstand bei Airco in Hendon in einer Auslegung als Postflugzeug mit der Bezeichnung DH.14A und war eher flugbereit als seine beiden Vorgänger. Die von einem Napier-Lion-Motor angetriebene Maschine erhielt das zivile Kennzeichen G-EAPY und wurde von dem Privatmann F. S. Cotton erworben, der den mit 10.000 £ dotierten Preis, ausgelobt von der australischen Regierung, für den Erstflug von England nach Australien gewinnen wollte. Dies gelang ihm aber letztlich nicht, da die Piloten und Brüder Ross und Keith Smith und deren Crew mit einer Vickers Vimy ihm im Dezember 1919 zuvorkamen.
Cotton startete einen weiteren Versuch eines Pionierflugs und begab sich mit der DH.14 im Februar 1920 auf die Strecke von London nach Kapstadt. Doch auch hier war Cotton glücklos – in Messina (Italien) musste die Maschine notlanden, und nach einer Reparatur und Neustart erfolgte am 24. Juli 1920 eine erneute Notlandung und der Abbruch des Unternehmens.
Im Jahre 1921 stellte de Havilland die beiden erstgebauten Militärmaschinen auf dem Stag Lane Aerodrome fertig; sie wurden sodann für Testflüge verwendet. Eine der Maschinen stürzte am 10. Februar 1921 ab, daraufhin wurde von einer Serienproduktion der DH.14 abgesehen.

## Technische Daten
| Kenngröße             | Daten |
| --------------------- | --- |
| Besatzung             | 2 (Pilot, Bombenschütze) |
| Länge                 | 10,35 m |
| Spannweite            | 15,37 m |
| Höhe                  | 4,27 m |
| Flügelfläche          | 40,32 m² |
| Leermasse             | 2034 kg |
| max. Startmasse       | 3209 kg |
| Höchstgeschwindigkeit | 196 km/h in 10.000 ft (3.048 m)                                                                                              |
| Steigrate             | 122 m/min |
| max. Flugdauer        | ca. 5 h |
| Triebwerke            | ein Kolbenmotor Rolls-Royce Condor mit 600 PS (441 kW)                                                                       |
| Bewaffnung            | 1 starres nach vorne feuerndes 7,7-mm-Vickers-MG, 1 Lewis-MG im Drehkranz, 6 × 51 kg Bomben in zwei Bombenschächten im Rumpf |